# Okuchi
Okuchi (大口市, Ōkuchi-shi) foi uma cidade japonesa localizada na província de Kagoshima.
Em 2003 a cidade tinha uma população estimada em 22 773 habitantes e uma densidade populacional de 78,02 h/km². Tem uma área total de 291,88 km².
Recebeu o estatuto de cidade a 1 de abril de 1954. Em 1 de novembro de 2008, Ōkuchi foi fundida com Hisikari para formar a cidade de Isa.